# Controfasciato
Controfasciato è un termine utilizzato in araldica.
Il termine si riferisce ad un fasciato attraversato da una linea centrale che divide le fasce in due porzioni con gli smalti alternati.

Controfasciato partito di argento e di rosso (stemma della famiglia Tapparelli)
Controfasciato d'oro e di rosso di 10 pezzi
Controfasciato di rosso e d'oro
Idem, nella rappresentazione monocromatica.